# Johan Barthold Jongkind
Johan Barthold Jongkind, né à Lattrop (Overijssel, Royaume uni des Pays-Bas) le 3 juin 1819 et mort à Saint-Égrève (Isère) le 9 février 1891, est un peintre, aquarelliste et graveur néerlandais, considéré comme l'un des précurseurs de l'impressionnisme.

## Biographie

### Premières années
Johan Barthold Jongkind vient au monde, à Lattrop, un hameau dans la province d'Overijssel, près de la frontière allemande. Ses parents, Gerrit Adrianus Jongkind et Wilhelmina Jacob Van der Burght, sont originaires du Brabant-Septentrional. C'est le huitième enfant d'une famille qui en comptera dix dont deux mourront avant sa naissance. Son père est alors inspecteur de l'enregistrement et des domaines. L'année suivante, il est nommé percepteur à Flardingue jusqu'en 1835, puis à Gouda. Flardingue, petite ville, de six mille habitants environ, à l'embouchure de la Meuse, est alors le plus grand port de pêche des Pays-Bas. Jongkind y passe donc une grande partie de son enfance.
En 1835, il veut quitter l'école et essaie de convaincre son père que son ambition est d'être peintre mais en vain. Il est alors placé comme clerc de notaire chez un notaire de Flardingue. Son père meurt en 1836 et l'année suivante, sa mère déménage avec sa famille à Maassluis à environ huit km de Flardingue.

### Formation
Âgé de dix-sept ans, il entre à l’académie de dessin de La Haye, dans l'atelier du peintre romantique Andreas Schelfhout qui a eu un impact profond sur ses premiers travaux. Il étudie le dessin et surtout l’aquarelle d’après nature.
Sa mère l’encourage mais peut difficilement l’aider financièrement. Il organise des tombolas dont les prix sont des tableaux signés « Jongkind ». En 1843, Jongkind expose pour la première fois un tableau Ferme près de La Haye dans les locaux de l’association d’artistes amstellodamoise Arti et Amicitiae. Pendant la même période, il obtient à la suite d’une audience auprès de Guillaume 1er une bourse d’études de 200 florins. Durant ces neuf années, de 1837 à 1846, il a été soutenu par la famille royale, sa famille, ses amis et son maître qui a très vite repéré son talent.
En 1845, le peintre Eugène Isabey (1803-1886) vient à La Haye pour assister à l’inauguration d’une statue du prince Guillaume d’Orange-Nassau dit le Taciturne (1533-1584). Schelfhout recommande Jongkind à Isabey qui, après avoir jugé par lui-même le travail du jeune peintre, l’accepte comme élève dans son atelier parisien. En février 1846, Jongkind reçoit du prince d’Orange, les fonds nécessaires pour solder ses comptes à La Haye, payer ses leçons de français et couvrir ses frais de voyage. La promesse est faite qu’une bourse d’études lui sera décernée par le roi pour un séjour prolongé à Paris.
Il s'installe à Paris en 1846. Élève d'Isabey, il a pour camarades Théodore Rousseau, Isidore Pils, Eugène Boudin et d'autres. Il vit à Montmartre et apprécie un style de vie bohème tout en explorant la ville et en peignant en plein air.
Il ne commence à peindre des vues de Paris qu'en 1848, deux ans après son arrivée. Dès lors, la ville devient un thème récurrent dans son œuvre. Il réalise le long de la Seine des dessins, conservés au musée du Louvre.
Début juin 1848, il retourne pour la première fois en Hollande et séjourne avec Andreas Schelfhout au Palais Royal Het Loo, résidence d’été de la famille royale. Il y peint une quinzaine d’aquarelles, un récit illustré de la fauconnerie et des courses au trot aux abords du château. Ces œuvres qu’il a offertes au Prince d’Orange font toujours partie des collections royales néerlandaises. Durant les six derniers mois de 1848, il reste la plupart du temps à Maaslius où vit sa mère. Il y est très actif et visite de nombreux ateliers. Début 1849, il est de retour à Paris après un séjour à Bruxelles.
En compagnie de son maître Isabey, il parcourt la Normandie en 1850-1851. Ce séjour lui fait découvrir Honfleur, Fécamp, Saint-Valery-en-Caux, Le Havre et Rouen et le mène jusqu'en Picardie (Abbeville) et en Bretagne (Morlaix, Brest, Douarnenez).

### Les Salons
Jongkind accède à une certaine reconnaissance au cours de ses dix premières années à Paris. Il est exposé au Salon dès 1848, reçoit une médaille de troisième classe en 1852 et l’État achète le Port de Harfleur en 1851 et le Pont de l’estacade en 1853. Il est connu des amateurs pour ses clairs de lune et ses vues de Paris
Il expose deux toiles au Salon de 1852 et obtient une médaille de troisième classe parmi les douze décernées. La même année, le roi Guillaume III des Pays-Bas, qui est monté sur le trône trois ans plus tôt, lui retire le bénéfice de sa pension comme prévu. Il est persuadé que cet arrêt est dû aux rapports des espions du roi sur sa mauvaise conduite, et sur ses vieux jours, quand le délire de persécution le prendra, il se plaindra que son roi l'avait abandonné au moment où il avait le plus besoin de son aide.
Il participe au Salon de l’exposition générale de Bruxelles en 1854, et y envoie une vue du pont des Estacades et de l’Ile St Louis, une vue du quai d’Orsay à Paris et du pont de l’Hôtel Dieu, à Paris.
Dans son atelier, il transforme les esquisses en peintures à l'huile, comme La Vue du Quai d'Orsay, qu'il expose à l'Exposition universelle de 1855 à Paris.

### Retour aux Pays-Bas
Jongkind est déçu de n'avoir obtenu aucune récompense au Salon de 1855, et il a de graves ennuis financiers. Après un séjour de neuf ans en France, fréquemment en proie à des délires paranoïaques, fragilité accentuée par l’excès d’alcool, il retourne en Hollande en 1855, à la mort de sa mère.
Après un arrêt à Bruxelles, il est accueilli à Utrecht chez son frère puis reste quelques semaines à Amsterdam et enfin s’installe à Rotterdam. Il est ainsi proche de sa sœur bien aimée qui habite à Klaaswaal. Il a peu d’amis aux Pays-Bas et ses confrères lui font payer le fait d’avoir exposé dans la section française. Heureusement, il reçoit quelques visites : Beugniet, marchand d’art, le docteur Piogey, collectionneur, Nadar en 1958 et Sano.
Il travaille beaucoup lors de ce séjour  jusqu'en 1860, vendant à bas prix des paysages des environs de Rotterdam animés de moulins et de canaux. Il écrit à son ami Smits le 22 novembre 1856 : « Je les ai peints sur le vif, c'est-à-dire que j'ai fait les aquarelles à partir desquelles je peignais mes tableaux ». Il les envoie à son marchand, le Père Martin, à Paris, et reste en contact avec ses amis parisiens — notamment Corot, Rousseau et Daubigny, les membres de l'École de Barbizon.
À Rotterdam, il est soutenu par la reine Sophie, épouse malheureuse et opposante affichée de son époux. En 1850, il avait rencontré Joséphine Fesser, née Borrhée, à Namur en 1819. C'est une Néerlandaise mariée à un Français et qui devient son « bon ange ». Grâce à sa présence, il retrouve un certain équilibre psychologique.
Mais il regrette Paris : « Il n’y a que Paris pour apprendre à savoir faire un bon tableau ». Il y fait un bref séjour en octobre 1857, au cours duquel il rencontre Courbet, né précisément une semaine après lui.

### Retour à Paris
Sous les auspices de Pierre-Firmin Martin, il expose au Salon de Dijon de 1858 et obtient une médaille de seconde classe avec Port de Hollande, effet du matin et au salon de 59, il expose Paysage hollandais, effet de soleil couchant.
En 1860, la détresse de Jongkind est de plus en plus perceptible à travers ses lettres, il est en mauvaise santé et Paris lui manque. Mais en France, on ne l’a pas oublié : il a su tisser un réseau d’amis fidèles qui vont tout faire pour l’aider. Le 7 avril 1870, Cals, le comte Doria, Martin et Hadengue lui-même collectionneur ainsi que d’autres amis organisent une vente aux enchères réunissant les œuvres de 88 artistes dont Cals, Corot, Daubigny, Diaz, Isabey, Millet, Nadar, Th. Rousseau, Troyon… Cette vente rapporte plus de 6 000 Frs. Cals est désigné pour aller chercher « le grand Jongkind » à Rotterdam. Le voilà de retour à Paris le 29 avril. Il s'installe rue de Chevreuse, près du boulevard du Montparnasse.
La plaque apposée à son domicile parisien du 5 rue de Chevreuse (en façade sur le boulevard du Montparnasse) comporte une erreur : Jongkind est certes enterré à La Côte-Saint-André, mais mort à Saint-Égrève[réf. nécessaire].

Domicile de Jongkind à Paris
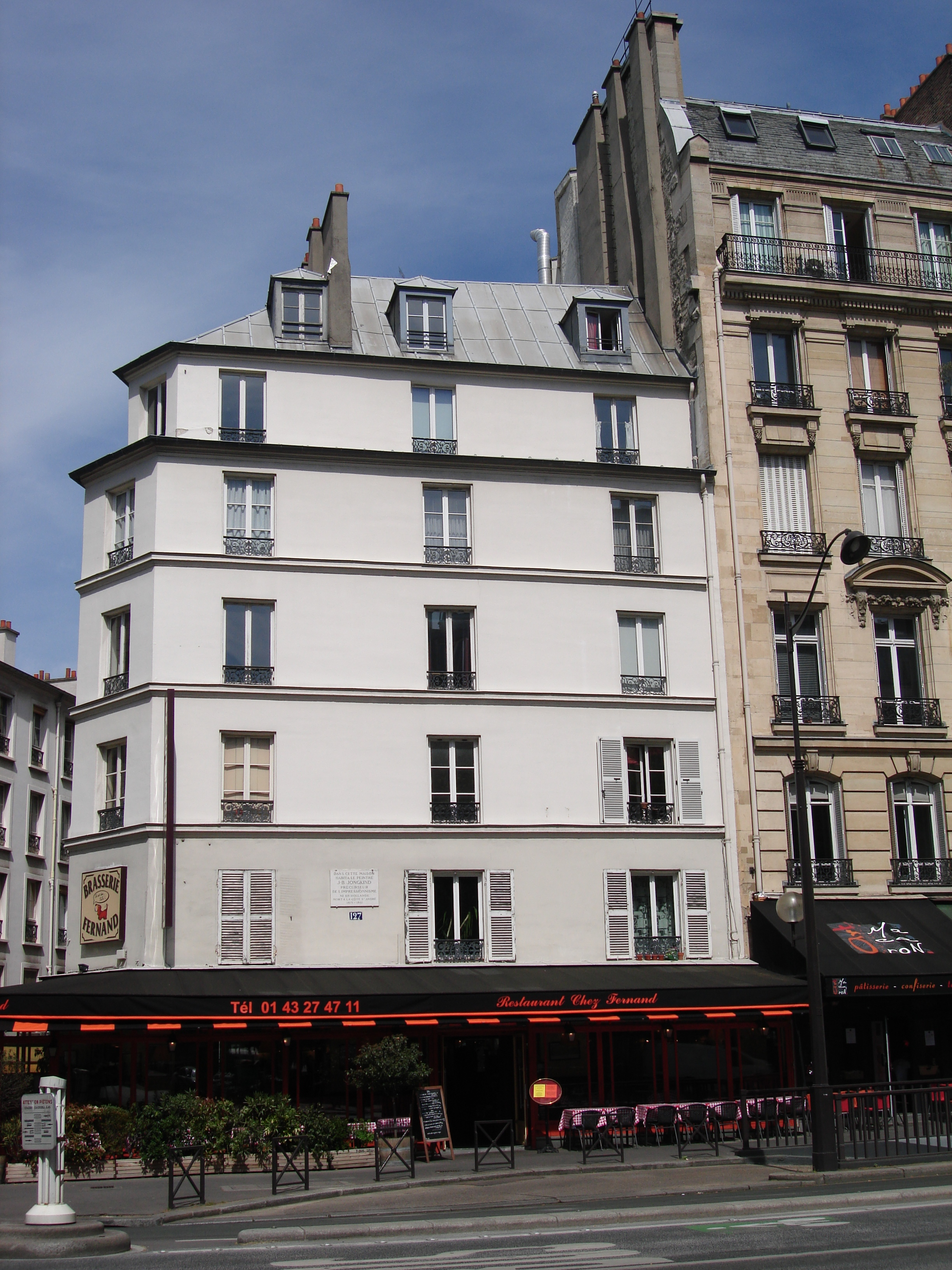
127, boulevard du Montparnasse.
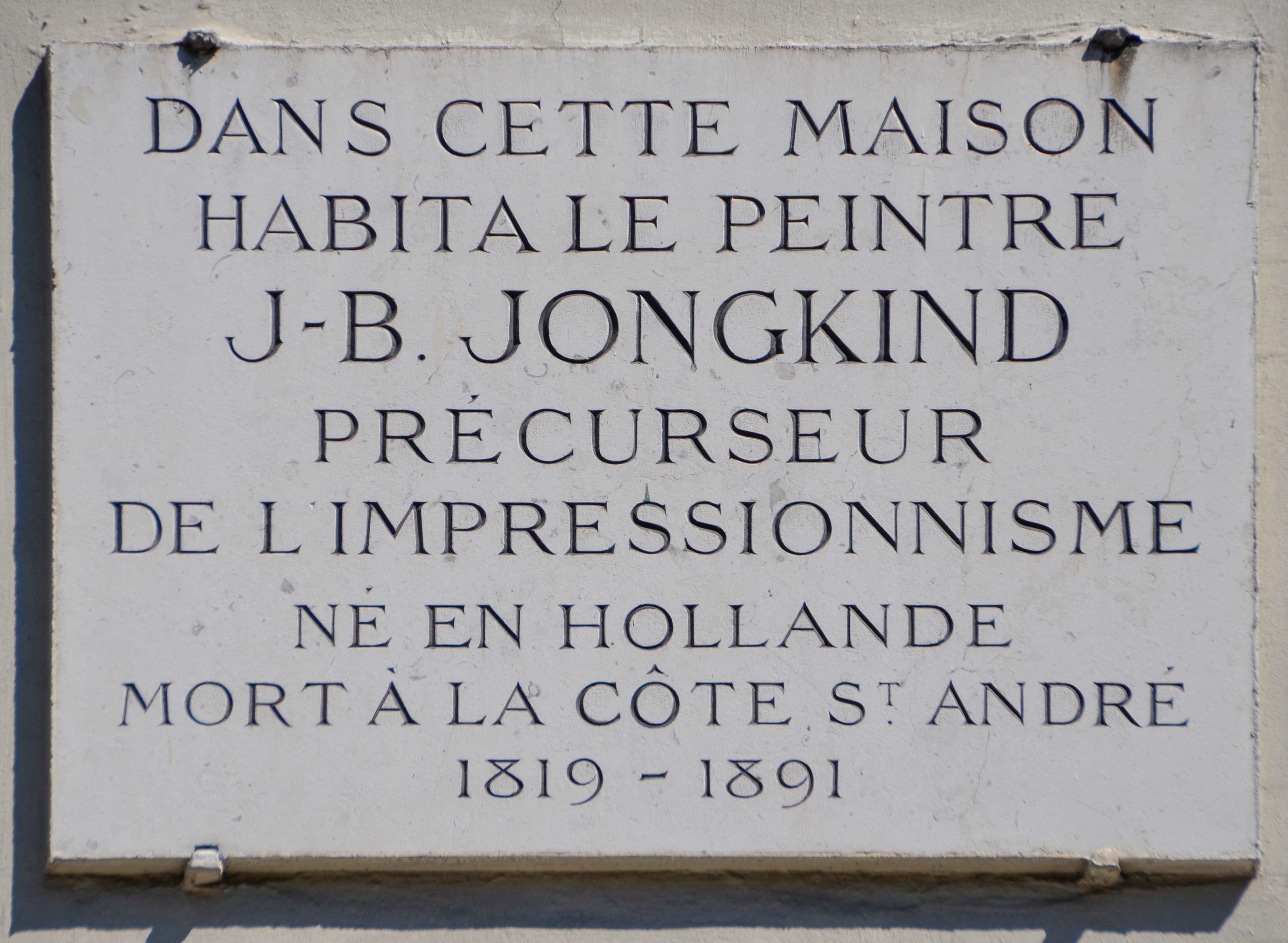
Plaque apposée au 127, boulevard du Montparnasse.

### La Normandie
Dans les années 1860, il travaille et expose avec les peintres de l'école de Barbizon. Son goût des marines l’attire sur la côte normande, au Havre, à Sainte-Adresse, Honfleur et Trouville, entre autres.
Il y fait en 1862, grâce à Moret, un élève d’Isabey, la connaissance d’Eugène Boudin sur qui il a une grande influence. La même année, il se rend à Honfleur et loue une chambre à la Ferme Saint-Siméon, auberge prisée des artistes, et rassemble des amis autour de lui.
De 1862 à 1865, il s'y rend à de nombreuses reprises et il y retrouve, ses amis peintres et poètes : Troyon, Sisley, Jean-Baptiste Camille Corot, Cals, mais aussi Courbet et Baudelaire.
De fin mai à novembre 1864, le jeune Claude Monet y habite également et à l'automne, il travaille souvent avec Jongkind sur les mêmes motifs, adoptant ainsi son point de vue. Monet rapporta plus tard que Jongkind peignit jusqu'à 15 aquarelles par jour. Ses marines et scènes côtières ont une grande fraîcheur. Contrairement aux impressionnistes, il exécute ses toiles à l'atelier d'après ses croquis et ses aquarelles réalisés à l'extérieur. C'est pourquoi il s'en tenait aux tons sourds et n'utilisait pas encore des couleurs pures comme les impressionnistes le firent un peu plus tard. Claude Monet reconnaîtra sa dette envers Jongkind : « c'est à lui que je dois l'éducation définitive de mon œil ». Cela construira une longue amitié entre ces deux peintres.
En 1863, il expose trois tableaux dont Ruines du château de Rosemont (Paris, musée d'Orsay) dans le sensationnel Salon des refusés, aux côtés d'Édouard Manet, Paul Cézanne et d'autres, qui font sa renommée en tant qu'artiste. Le critique Castagnary écrit ces mots prémonitoires : « Chez lui tout gît dans l’impression ».
Après s'être fait connaître avec ses scènes portuaires le long des côtes normandes, il se tourne à l'été 1866 vers un autre sujet : la reconstruction et l'agrandissement de Paris.

### Les séjours en Hollande de 1866 à 1869
Quelques années après son retour à Paris, l’état florissant de ses affaires lui permet de réaliser son rêve : revoir la Belgique et la Hollande. De 1866 à 1869, il y passera tous ses étés. Il rapporte un nombre incalculable de notes qu’il va utiliser en atelier, bien aidé par sa fameuse mémoire pittoresque. De ces carnets de voyage, sortiront de nombreux tableaux : La Grand’Place d’Anvers, le port d’Anvers et l’Escaut, les moulins près du canal de Kinderdijk, clairs de lune, levers et couchers de soleil, sans oublier de nombreuses vues d’Overschie avec son église au clocher si caractéristique, où il séjourne souvent chez sa nièce.
En 1869, avec Joséphine Fesser, ils quittent Paris le 20 août pour leur dernier voyage aux Pays-Bas. Ils visitent Bruxelles, Anvers, Dordrecht et Bois-le-Duc où se trouvent les racines adoptives de Joséphine.

### La reconnaissance
D’autres voyages en Suisse, en Belgique, et dans le sud de la France lui permettent de multiplier les études et de varier ses motifs.
Il acquiert petit à petit la célébrité (le succès auprès du grand public ne vient pas avant 1870) et certains des marchands d'art les plus célèbres du temps, tels Hector Brame ou Adolphe Beugniet, exposent ses toiles dans leurs galeries.
En août 1873, Jongkind découvre le Dauphiné. Il arrive à la gare de Châbons. Il réside alors à Pupetières avec le couple Fesser pendant une partie de l'année. Fesser est cuisinier au château de Pupetières, au service du marquis de Virieu.
Jongkind ne se préoccupe pas de l’aspect intellectuel de la peinture et ne songe qu’à reproduire intuitivement ses sensations visuelles. Il est d’ailleurs absent de la première exposition impressionniste organisée par Nadar dans son atelier en 1874. L'année précédente, un refus au Salon l'a décidé à ne plus participer à des expositions. Il ne se joint donc pas à ses amis.

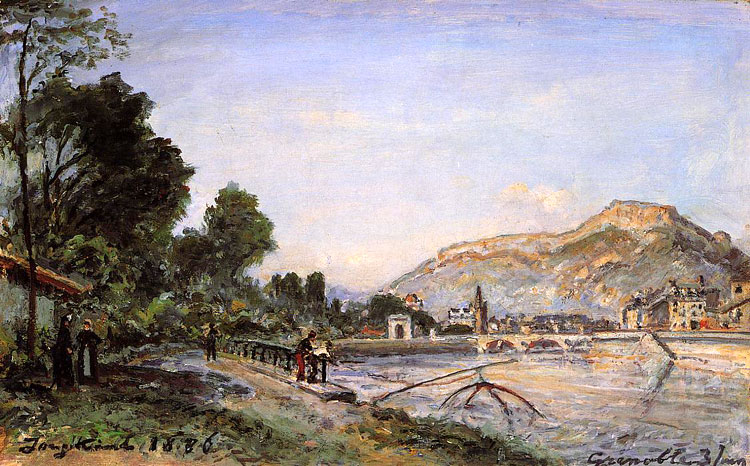
Bords de l'Isère, par l’artiste. Ce lieu de Grenoble est baptisé quai Jongkind.

En 1878, il part avec Joséphine Fesser-Borrhee pour La Côte-Saint-André, près de Grenoble. Il y mène une existence paisible et produit, dans sa période dauphinoise, beaucoup d'aquarelles. Il voyage en Suisse, en Belgique, dans le sud de la France, où il réalise de nombreuses études. Il n'est plus tenu à peindre sur commande, il est au contact des habitants et des paysans qu'il croque. Progressivement, il se réfugie dans le cercle intime de la famille Fesser, ses séjours parisiens s’espacent.
Cependant, l’abus d’alcool et sa sensibilité exacerbée l'amènent à être interné à l'asile d'aliénés de Saint-Égrève, où il meurt le 9 février 1891. Joséphine Fesser, son « ange gardien », meurt neuf mois plus tard. Tous les deux sont enterrés à La Côte-Saint-André, leurs tombes étant placées l’une à côté de l’autre.

## Réception critique et influence
Le style de peinture libre et détendu de Jongkind a inspiré un certain nombre de jeunes artistes, en particulier les impressionnistes. Ils considéraient Jongkind et Eugène Boudin comme leurs précurseurs les plus importants. L'enregistrement sensible de l'atmosphère et de la lumière influencera Monet qui a dit un jour qu'il devait « l'éducation finale de son œil » à Jongkind.
De son vivant, des faux Jongkind commencent même à circuler. En 1871, Edmond de Goncourt écrit dans son Journal : « Tout le paysage qui a une valeur à l'heure qu'il est descend de ce peintre, lui emprunte ses ciels, ses atmosphères, ses terrains ».
Zola, venu en 1872 le visiter dans son atelier parisien, notait avec plaisir : « Tout le monde connaît ses marines, ses vues de Hollande. Mais il est d'autres toiles qui m'ont ravi, qui ont flatté en moi un goût particulier. Je veux parler des quelques coins de Paris qu'il a peints dans ces dernières années […] J'aime d'amour les horizons de la grande cité. Selon moi, il y a là toute une mine féconde, tout un art moderne à créer » pour conclure en disant « Cet amour profond du Paris moderne, je l'ai trouvé chez Jongkind, je n'ose dire avec quelle joie ».
Edmond de Goncourt en 1882 considère qu'il a exercé une influence considérable sur le développement de l'art moderne du paysage et Édouard Manet l'a surnommé le « père de l'école de la peinture de paysage ».
Une vente posthume de ses tableaux organisée les 7 et 8 décembre 1891 obtient un grand succès. Louis de Fourcaud dans la préface au catalogue écrit : « L'avenir le nommera, entre Corot et M. Claude Monet, comme le trait d'union de deux époques ».
Son « amour profond du Paris moderne » évoqué par Émile Zola viennent expliquer qu'en 1927, dans un ouvrage qu'il lui consacre, Paul Signac le qualifie de « rénovateur du paysage moderne » et le place « entre Corot et Monet ».

## Œuvres dans les collections publiques

Toiles et aquarelles de Johan Barthold Jongkind
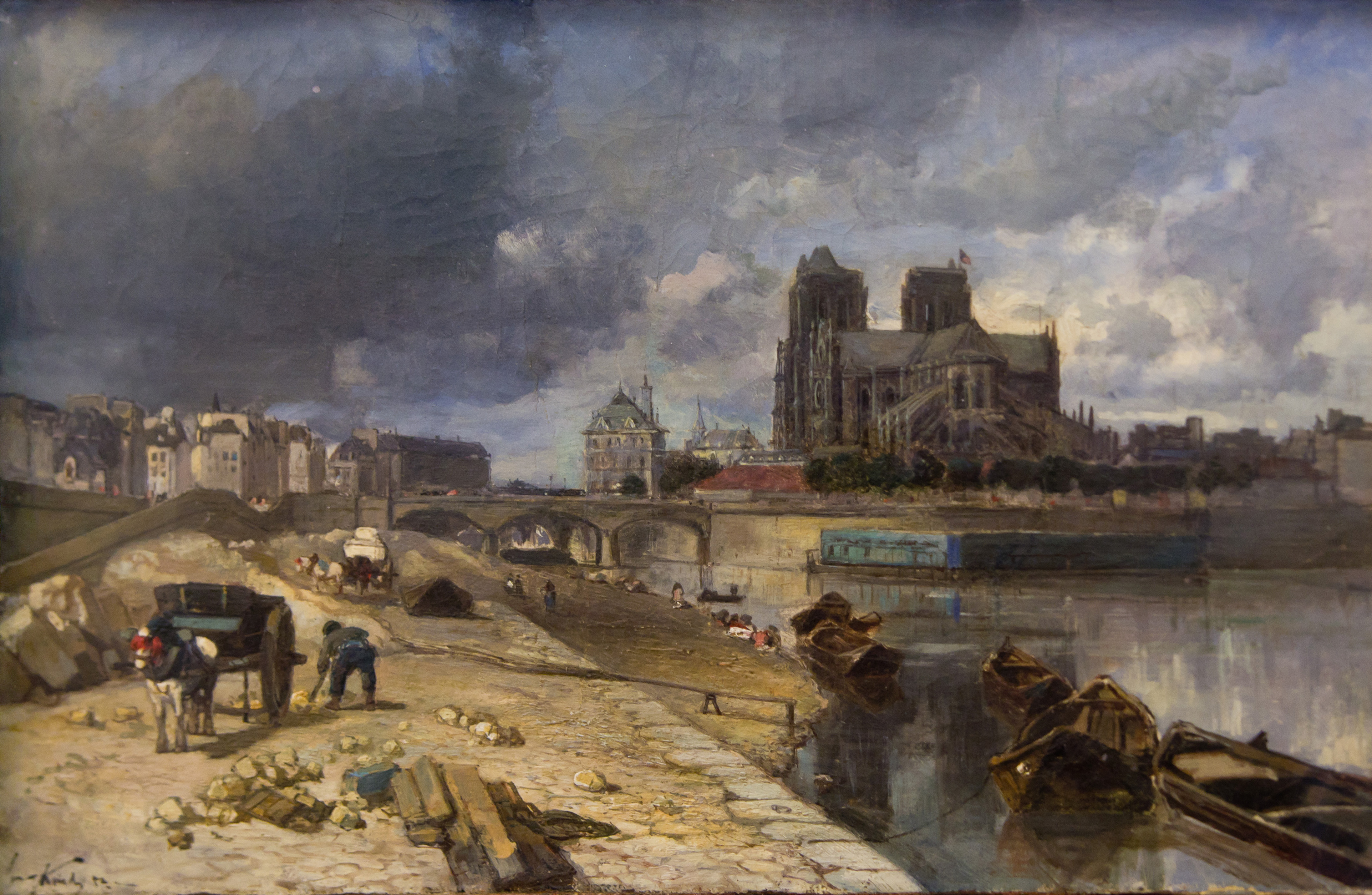
Paris, Notre-Dame vue du quai de la Tournelle (1852), Paris, Petit Palais.
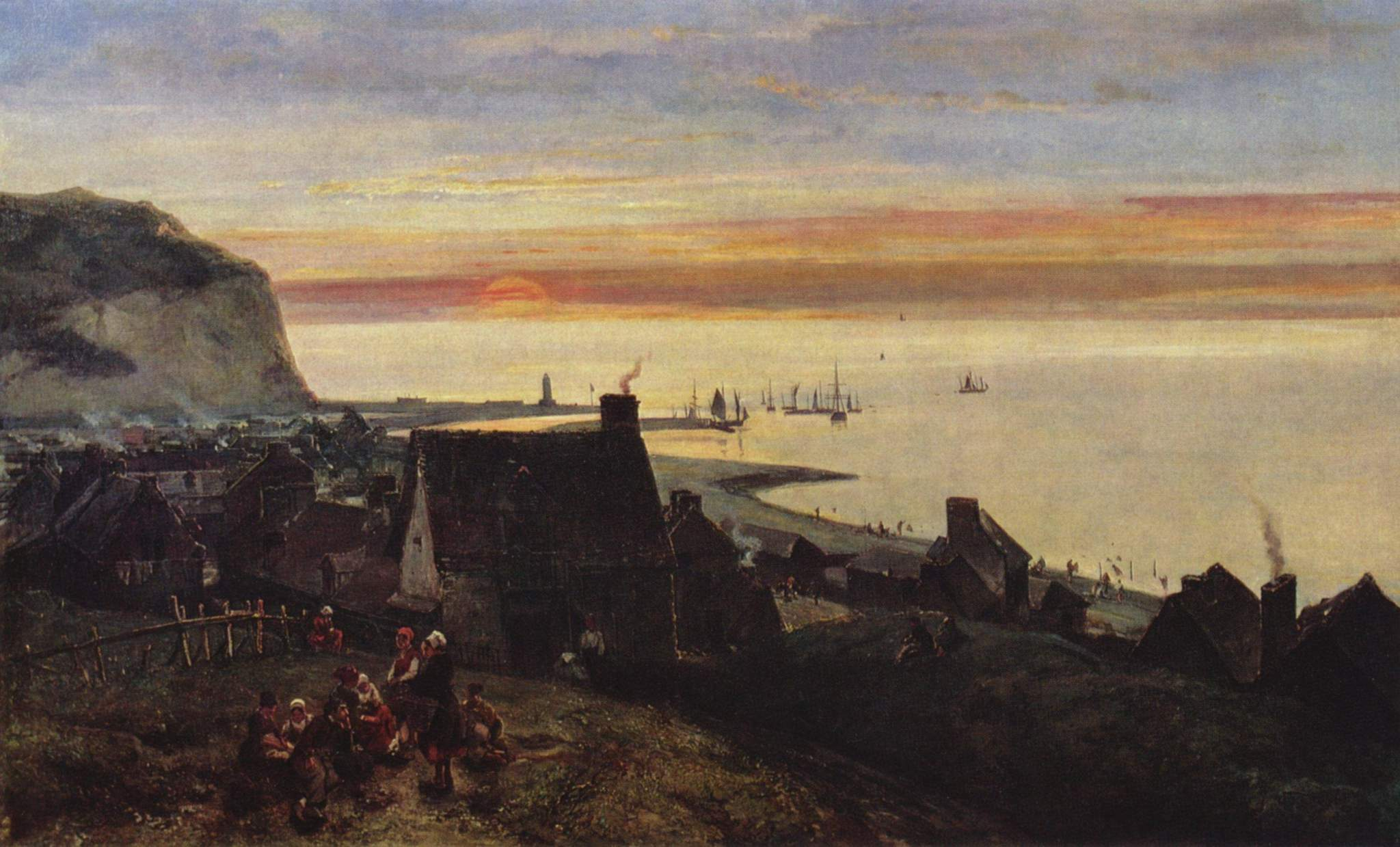
Port d’Étretat (1852), Otterlo, musée Kröller-Müller.
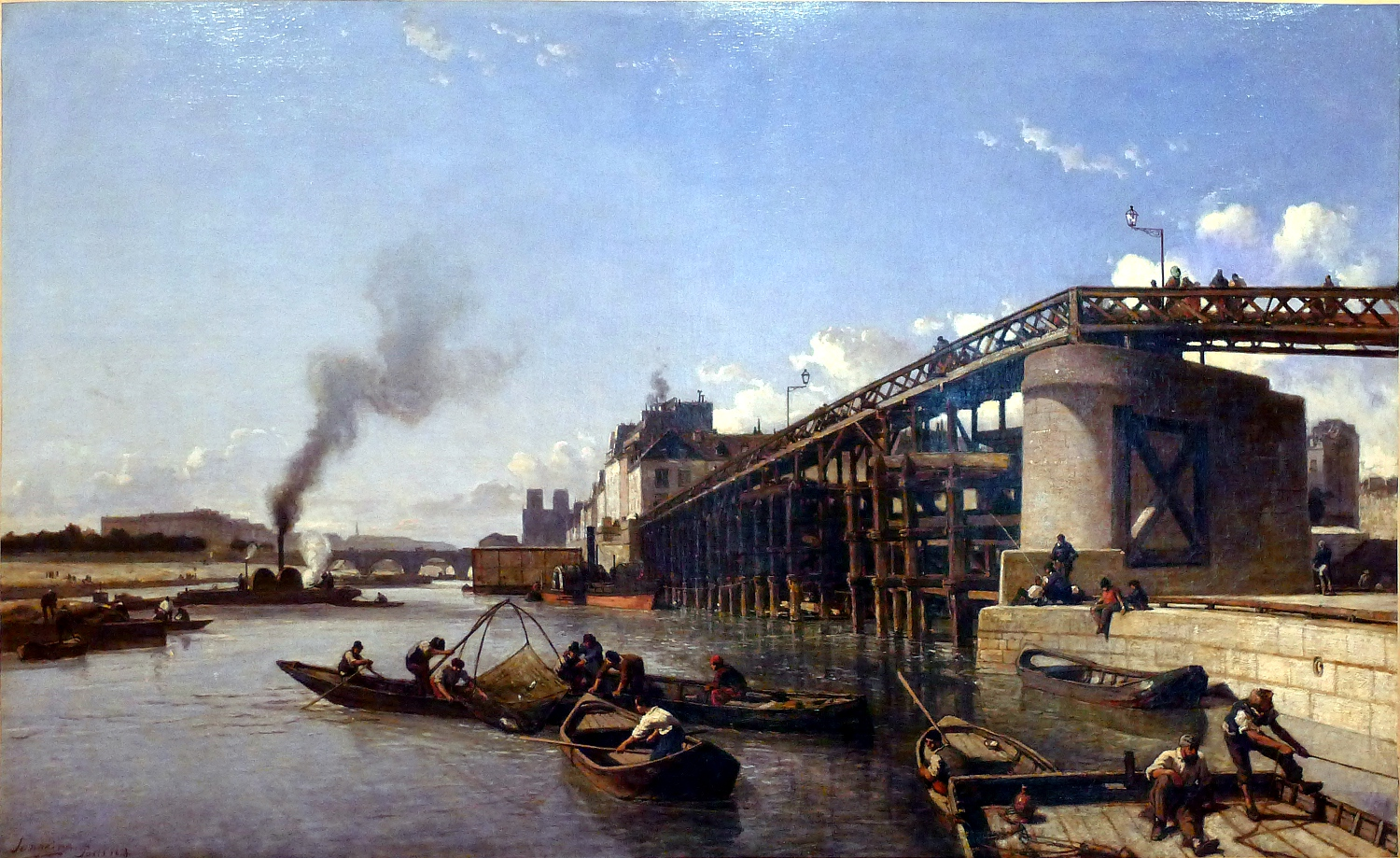
Vue de Paris, la Seine, l'Estacade (1853), musée des Beaux-Arts d'Angers.
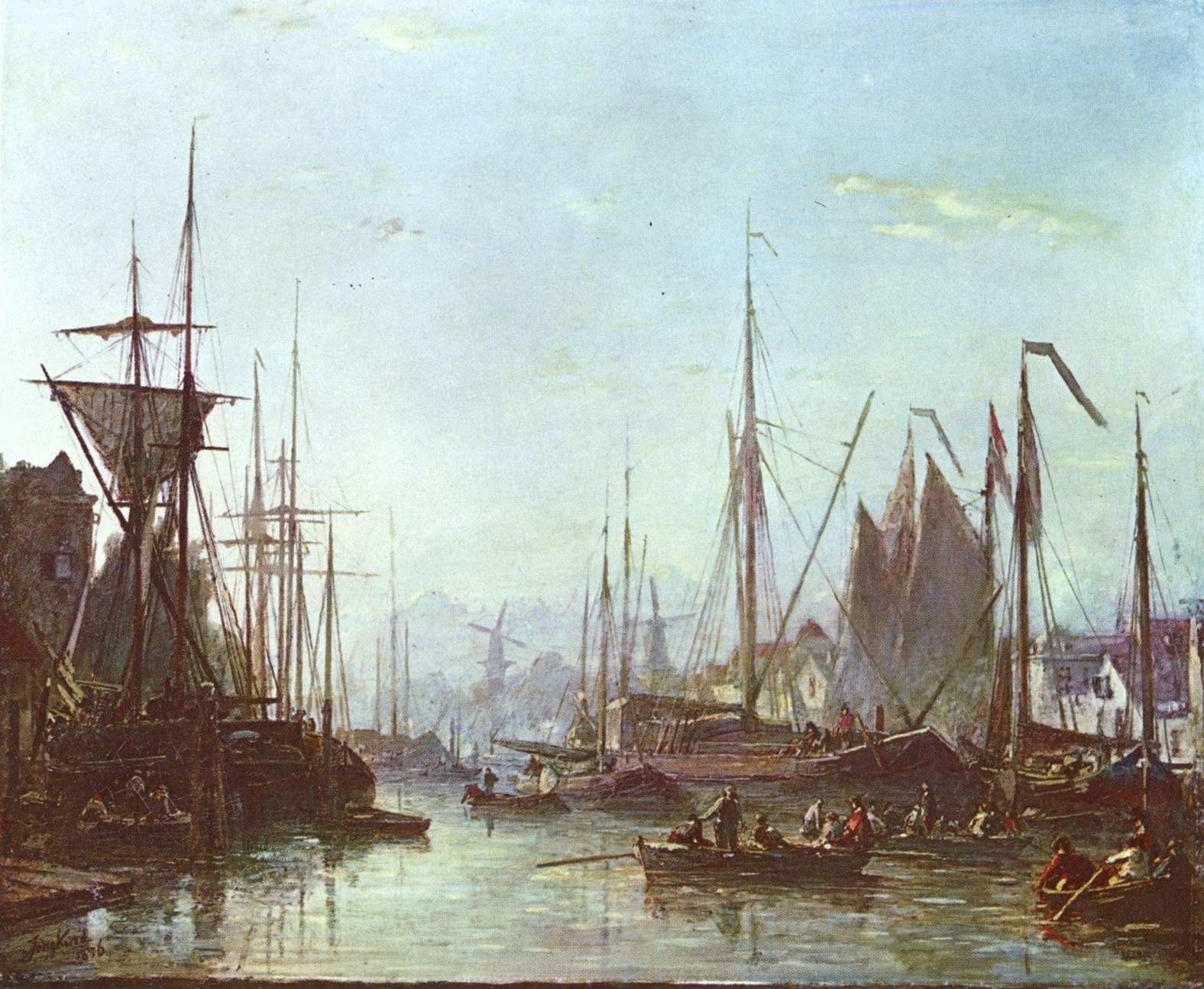
Rotterdam (1856), Amsterdam, Stedelijk Museum.
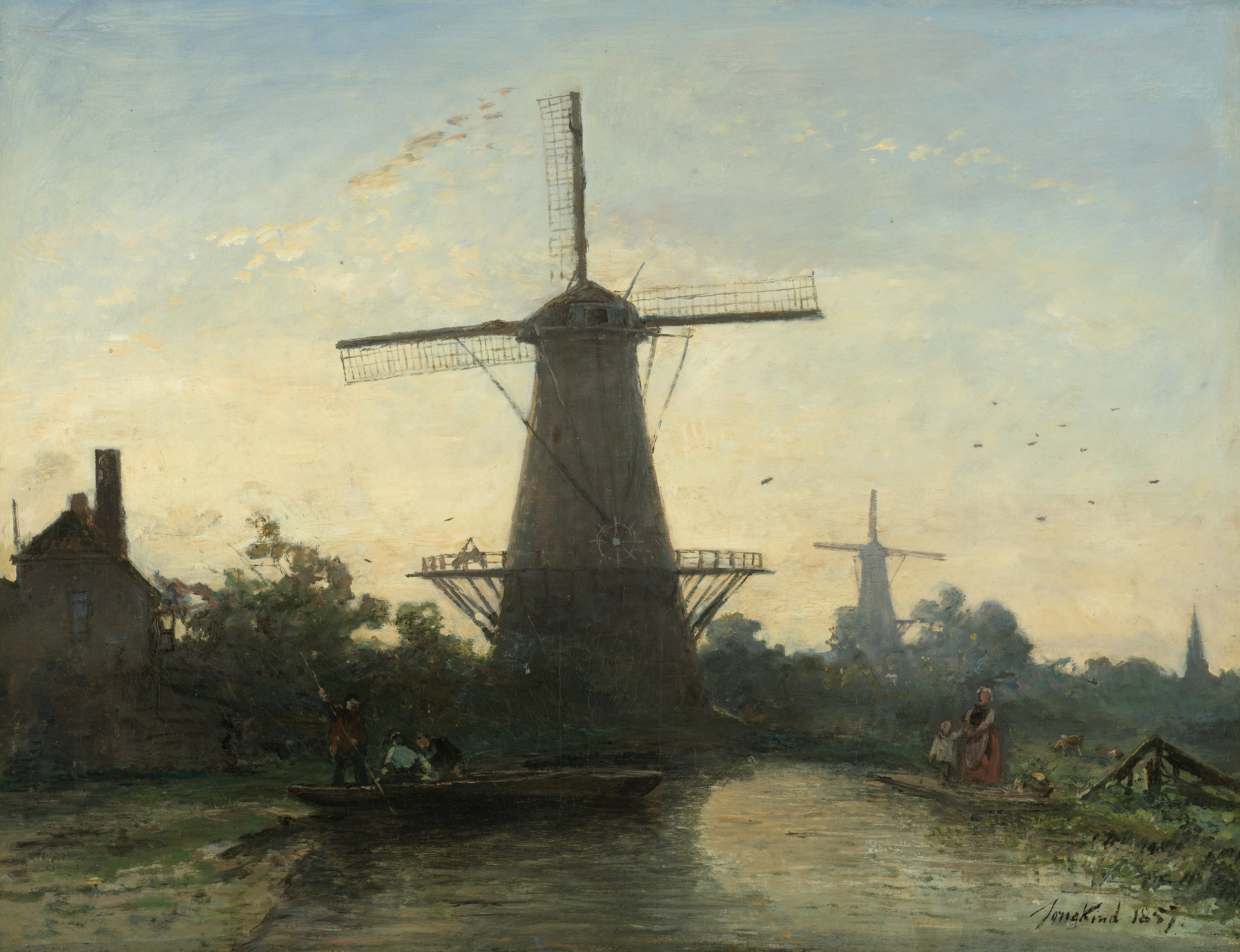
Moulins près de Rotterdam (1857), Amsterdam, Rijksmuseum.
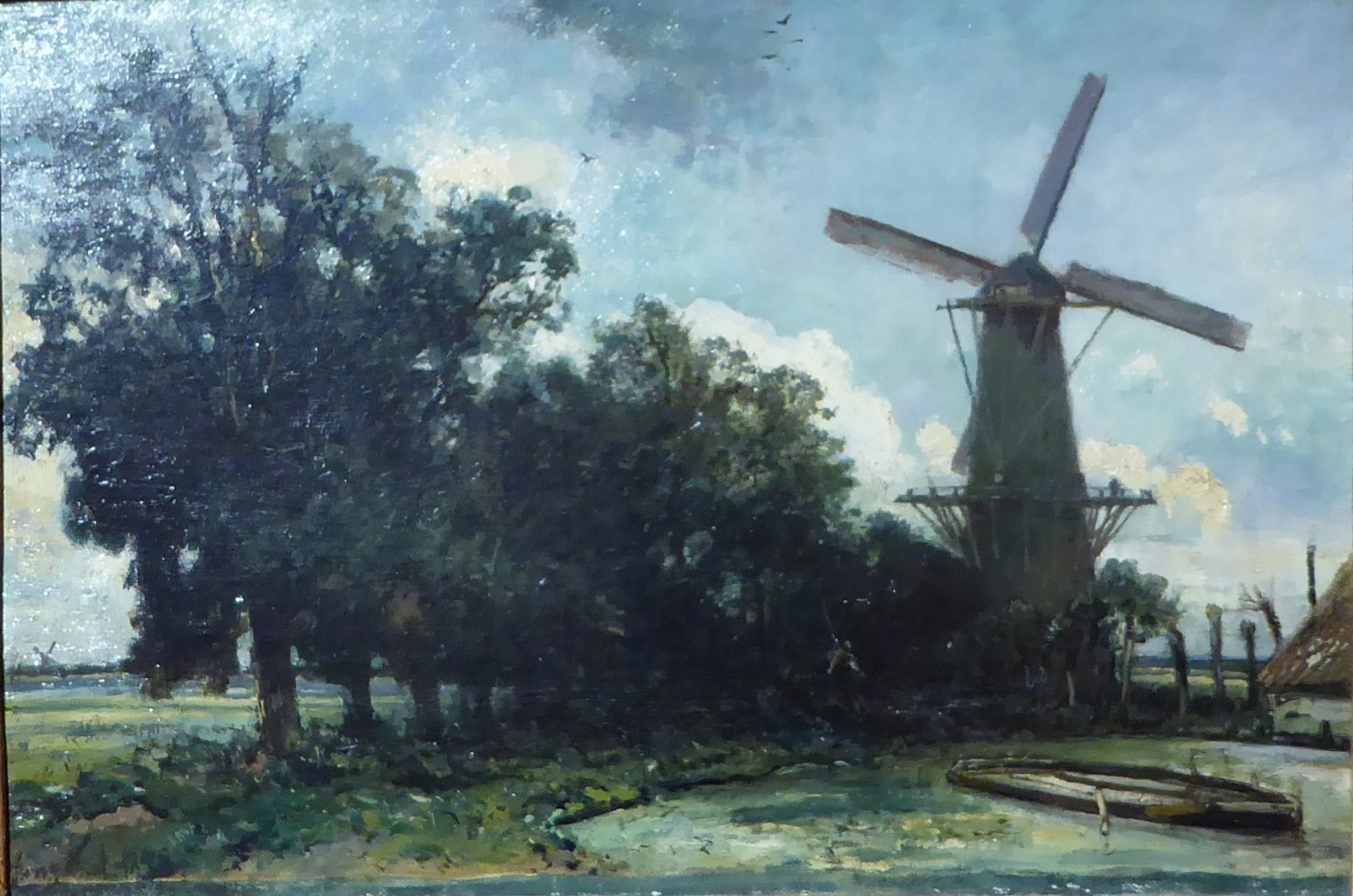
Paysage (1860), musée des Beaux-Arts de Chartres.
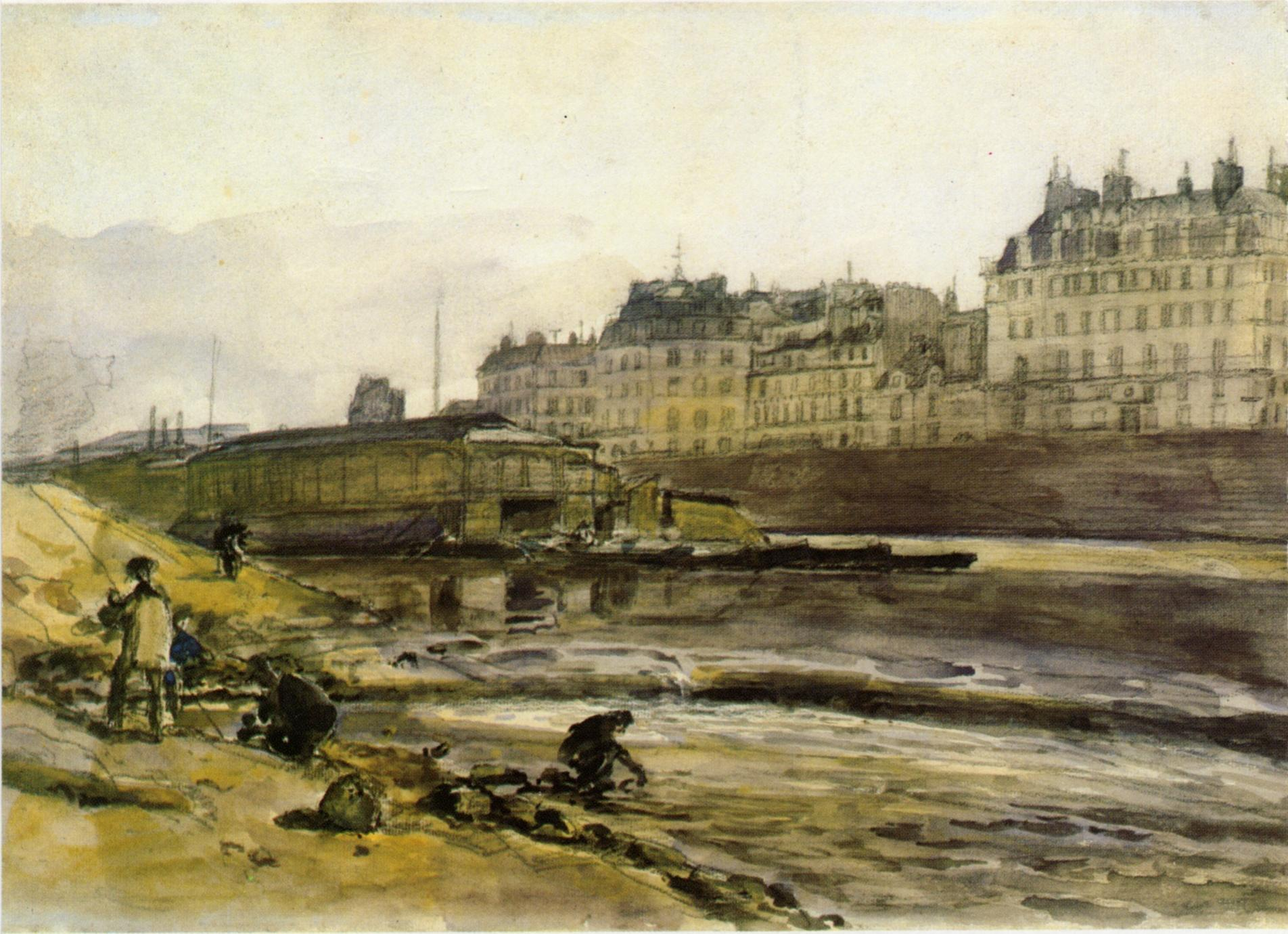
Quai de la Seine, Paris (vers 1862-1863), Rotterdam, musée Boijmans Van Beuningen.
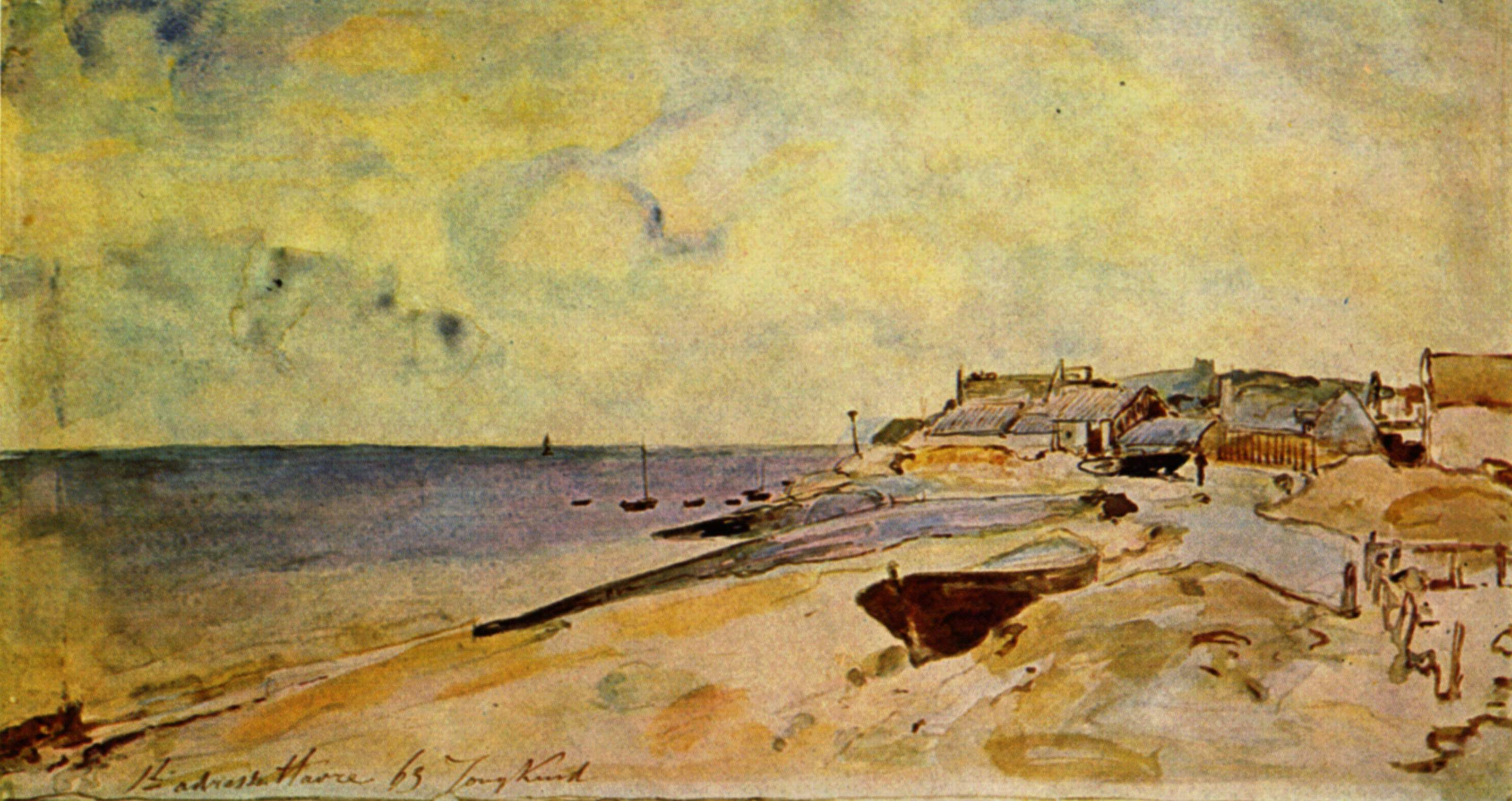
Plage de Sainte-Adresse (1863), Paris, musée du Louvre.
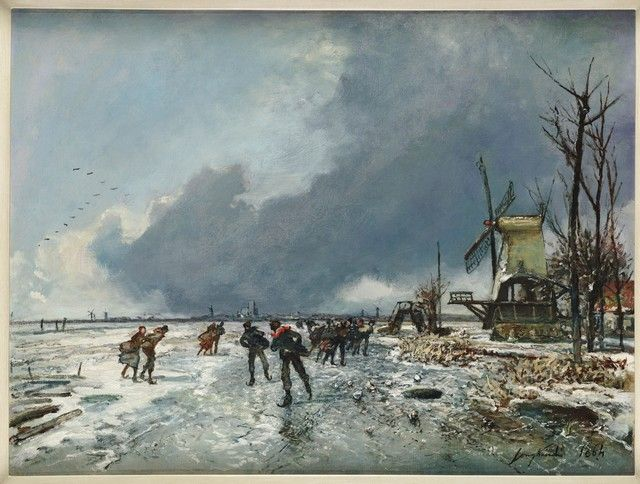
Vue hivernale avec patineurs (1864) Haarlem, musée Teyler.
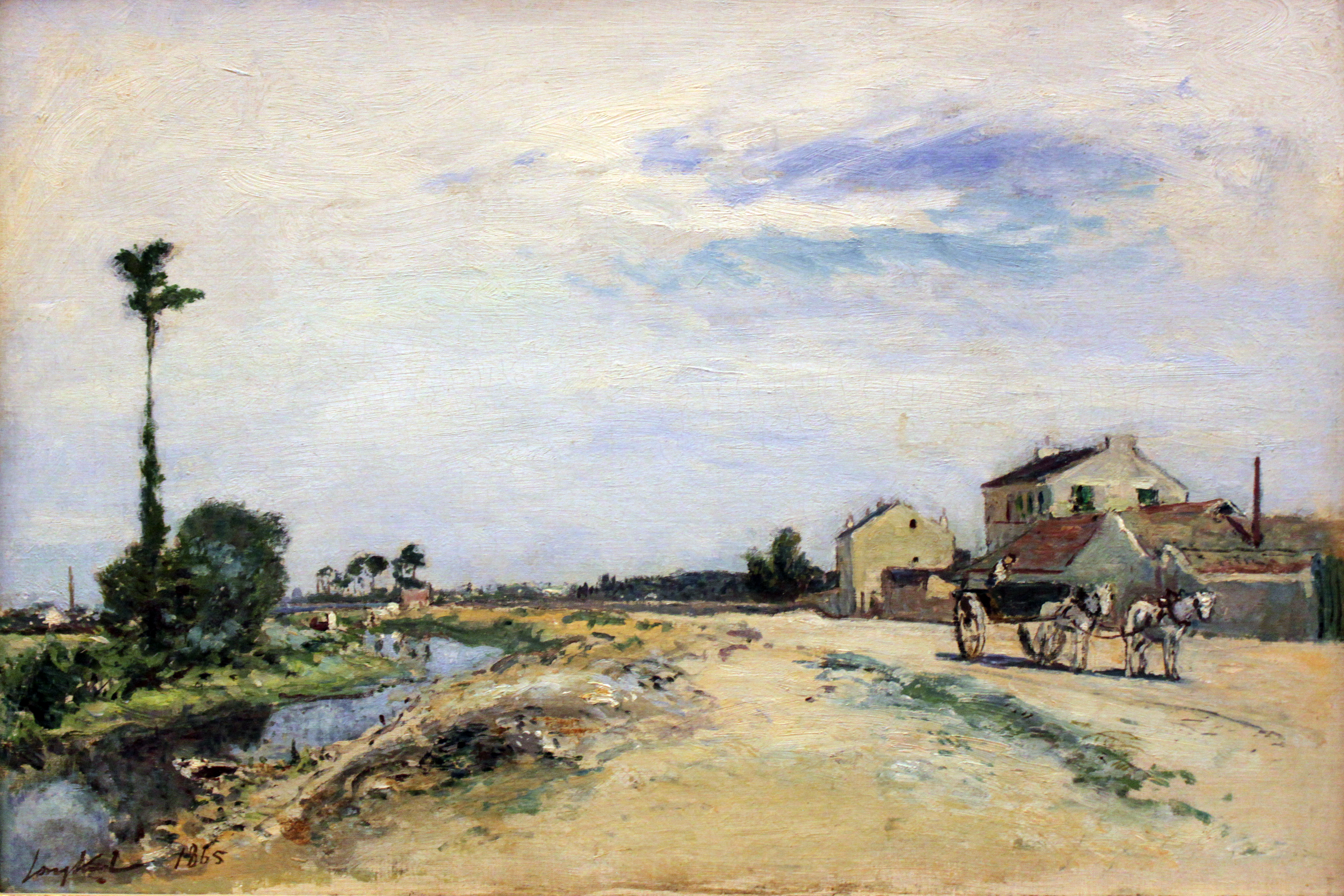
Petit canal près de la Seine à Meudon (1865), Berlin, Alte Nationalgalerie.
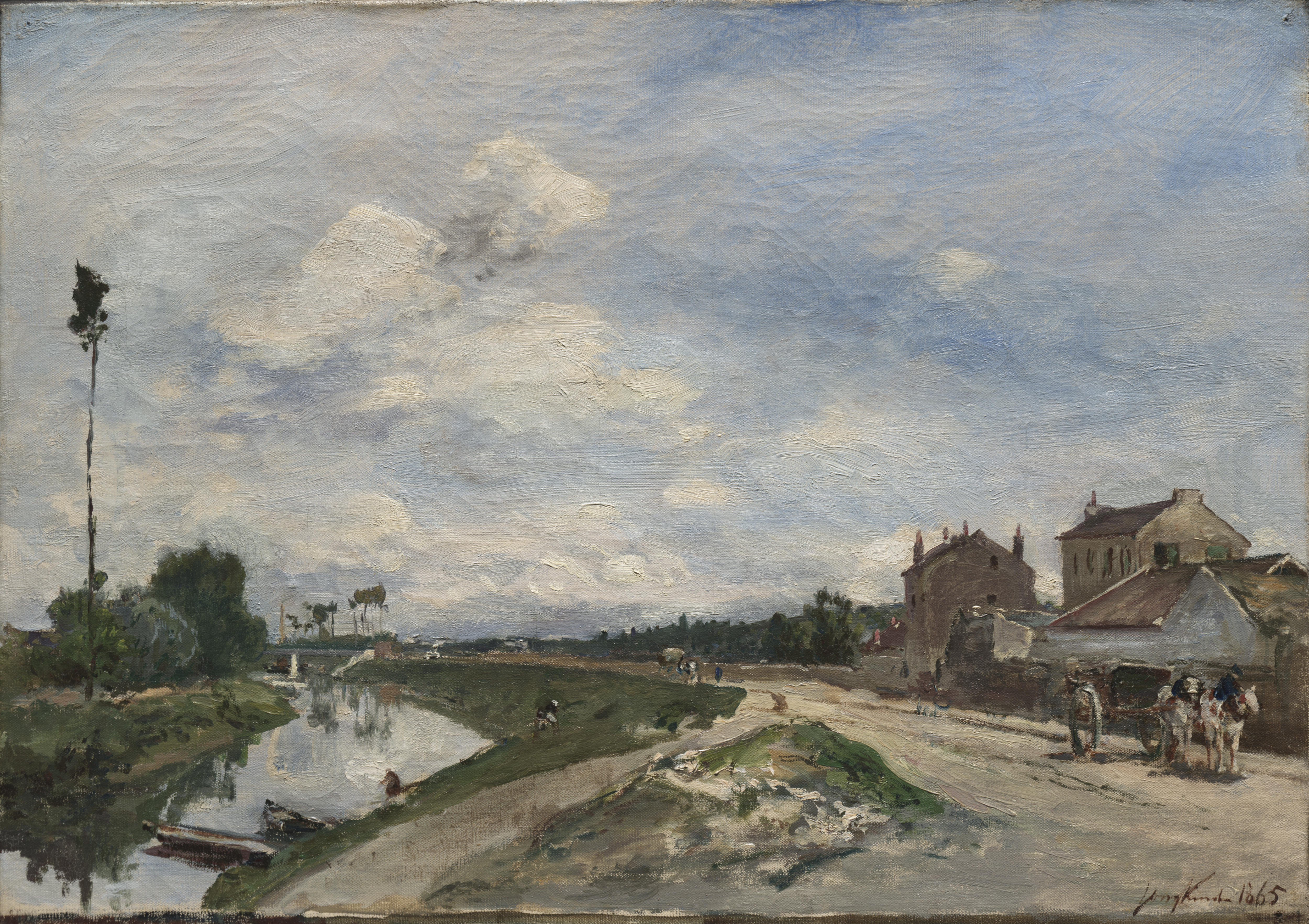
La Seine dans le Bas-Meudon (1865), Cleveland - Cleveland Museum of Art.
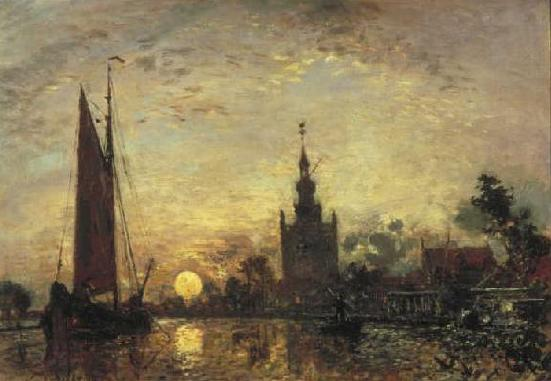
Coucher de soleil à Overschie (1867), Rotterdam, musée Boijmans Van Beuningen.
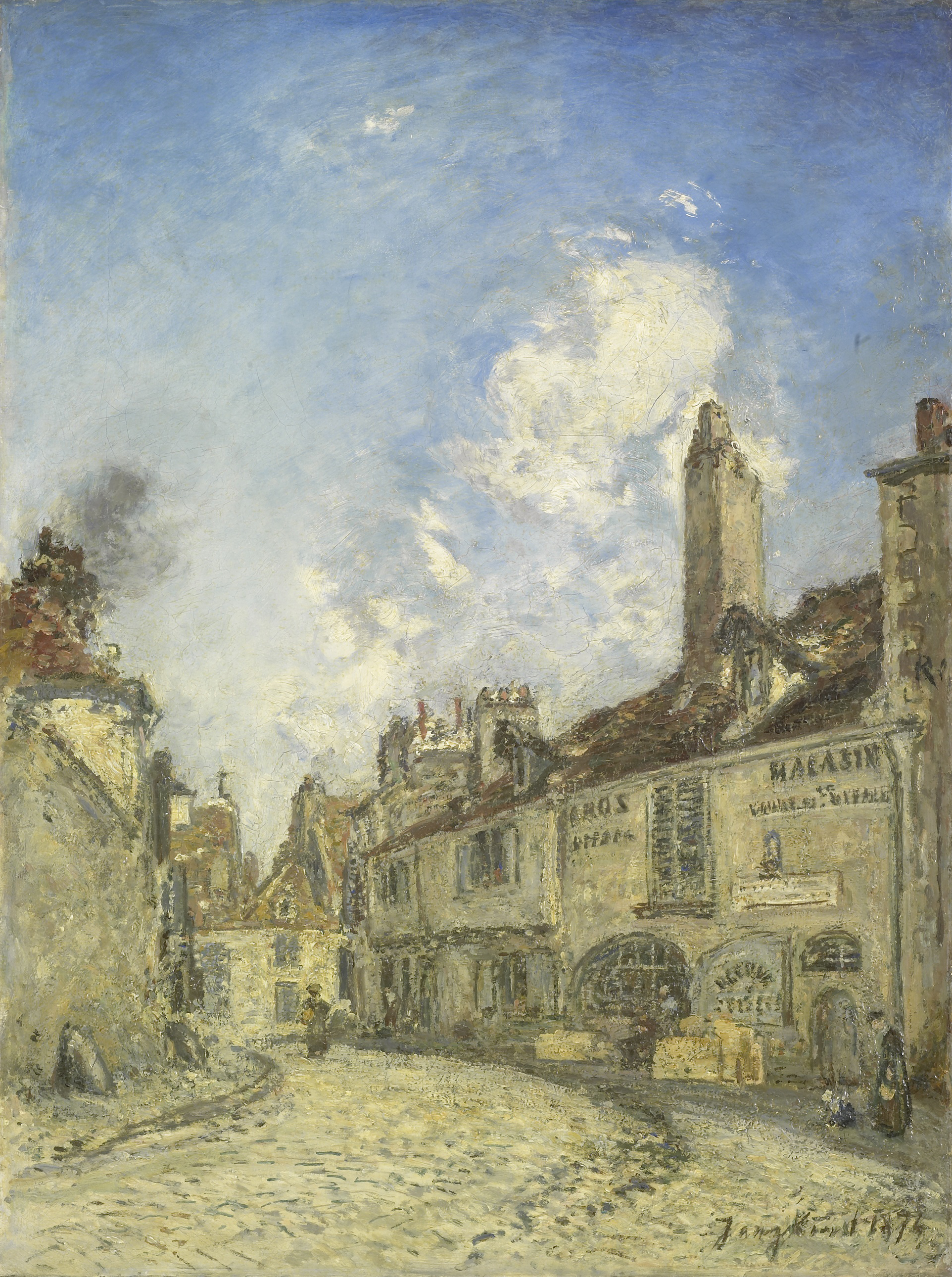
Une Rue de Nevers (1874), Amsterdam, Stedelijk Museum.
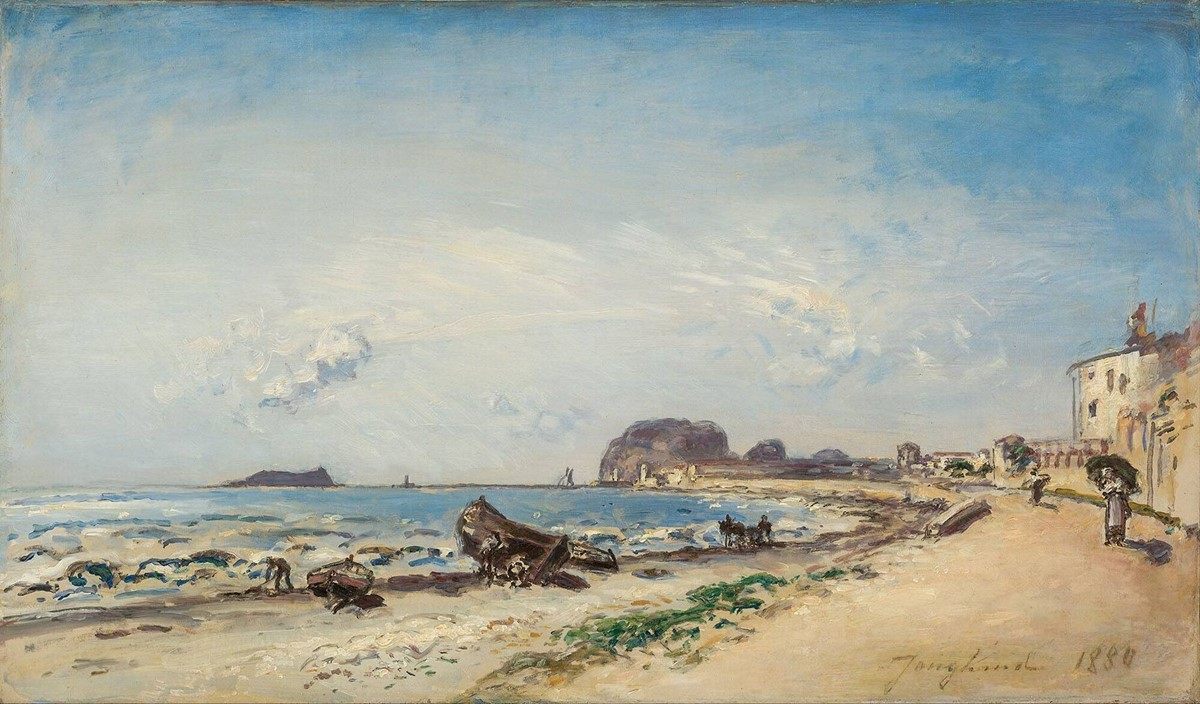
La Ciotat (1880), Rotterdam, musée Boijmans Van Beuningen.
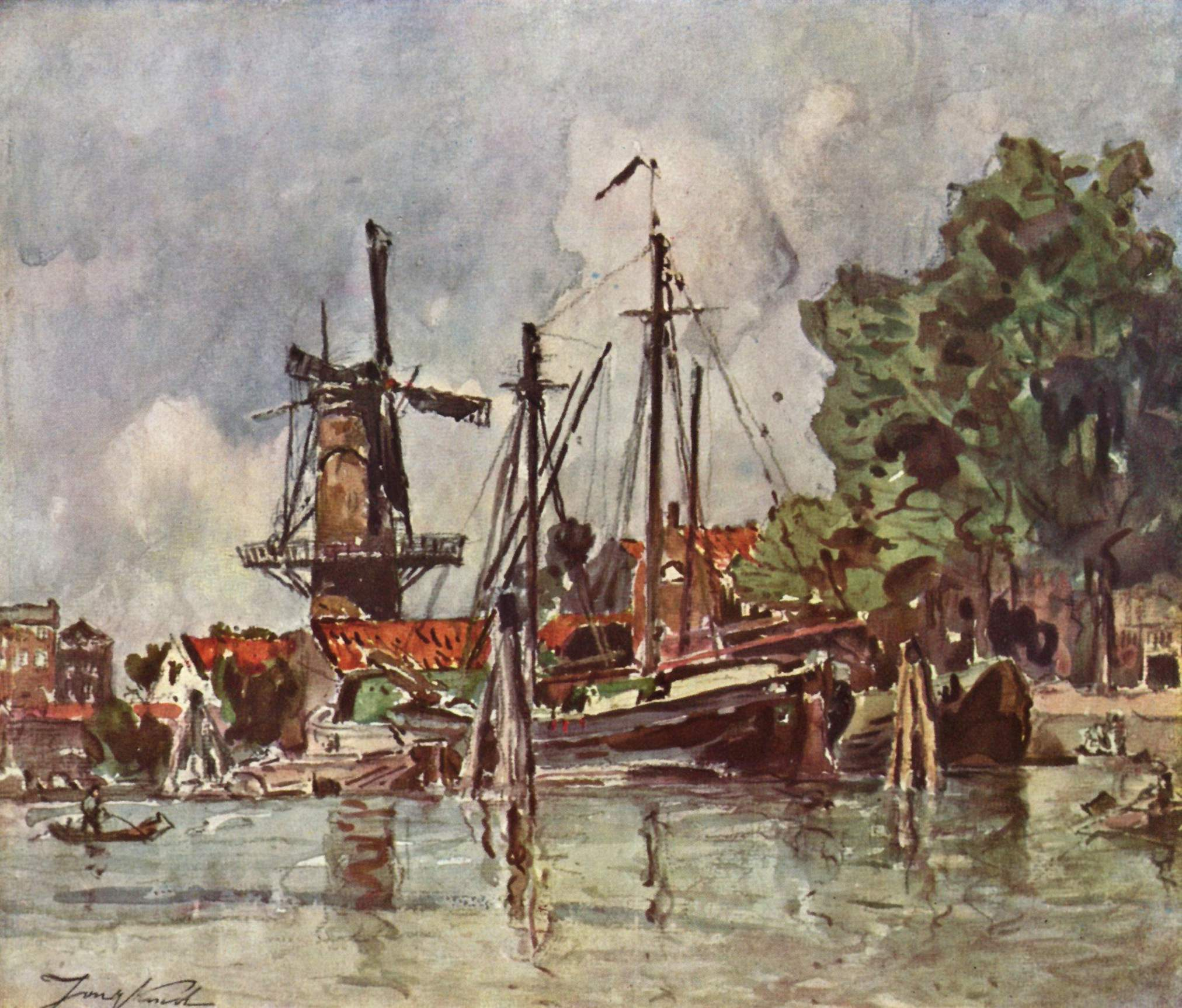
Le Village de Doverschie en Hollande, Paris, musée d'Orsay.
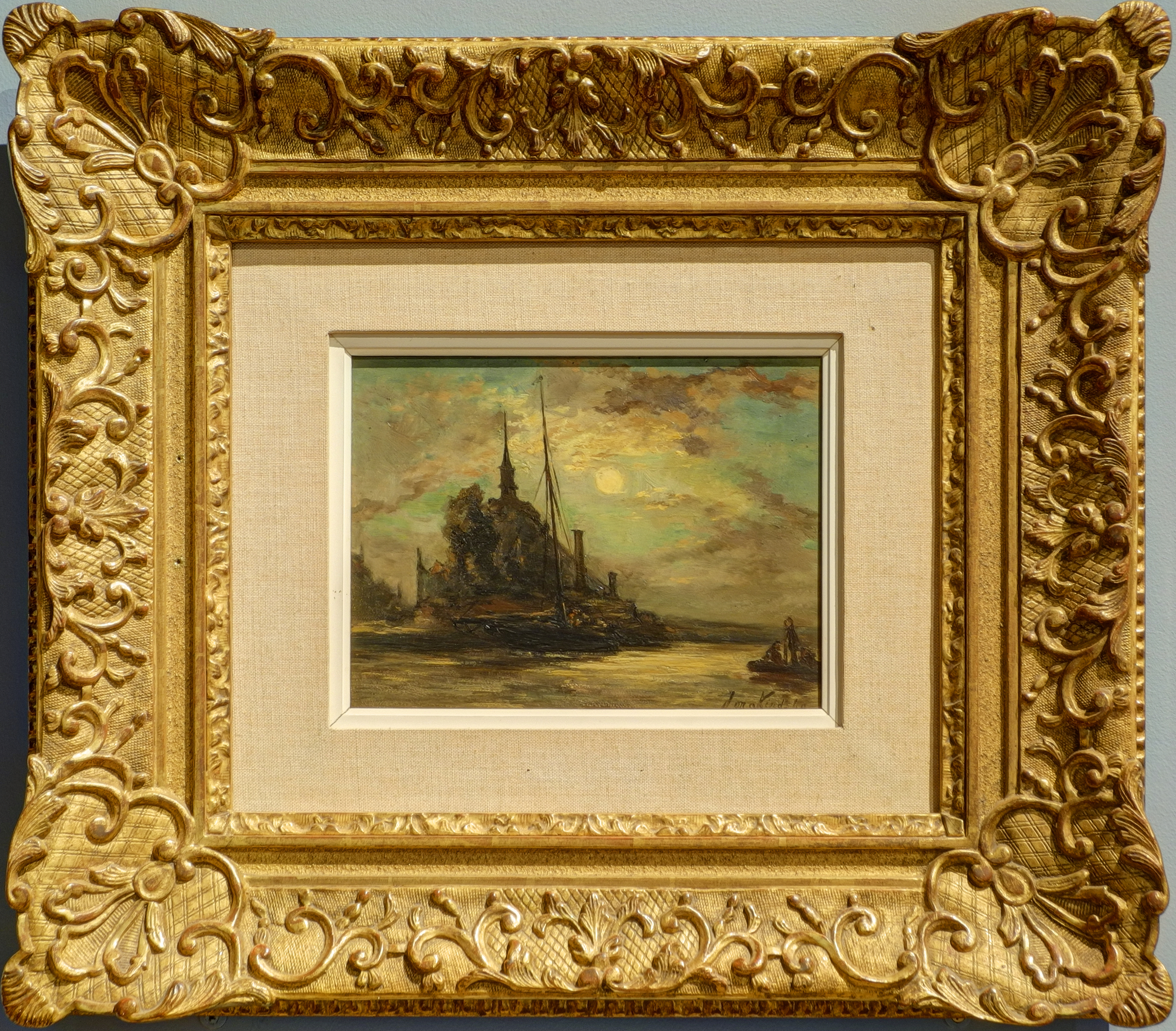
Le port de Rotterdam, Belfort, musée(s) de Belfort.

Gravures de Johan Barthold Jongkind
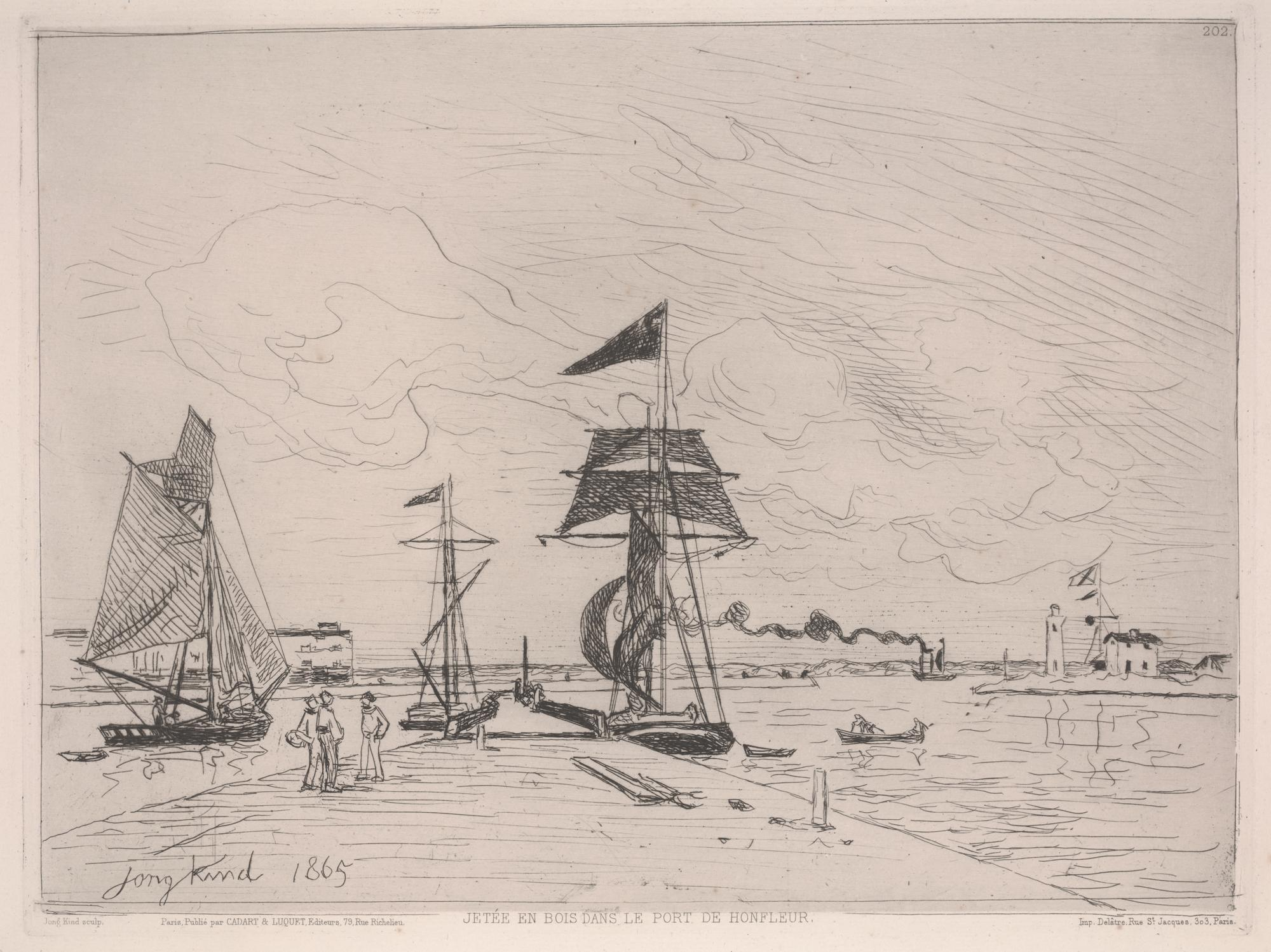
Jetée en bois dans le port de Honfleur (1865), eau-forte publiée par la Société des aquafortistes.
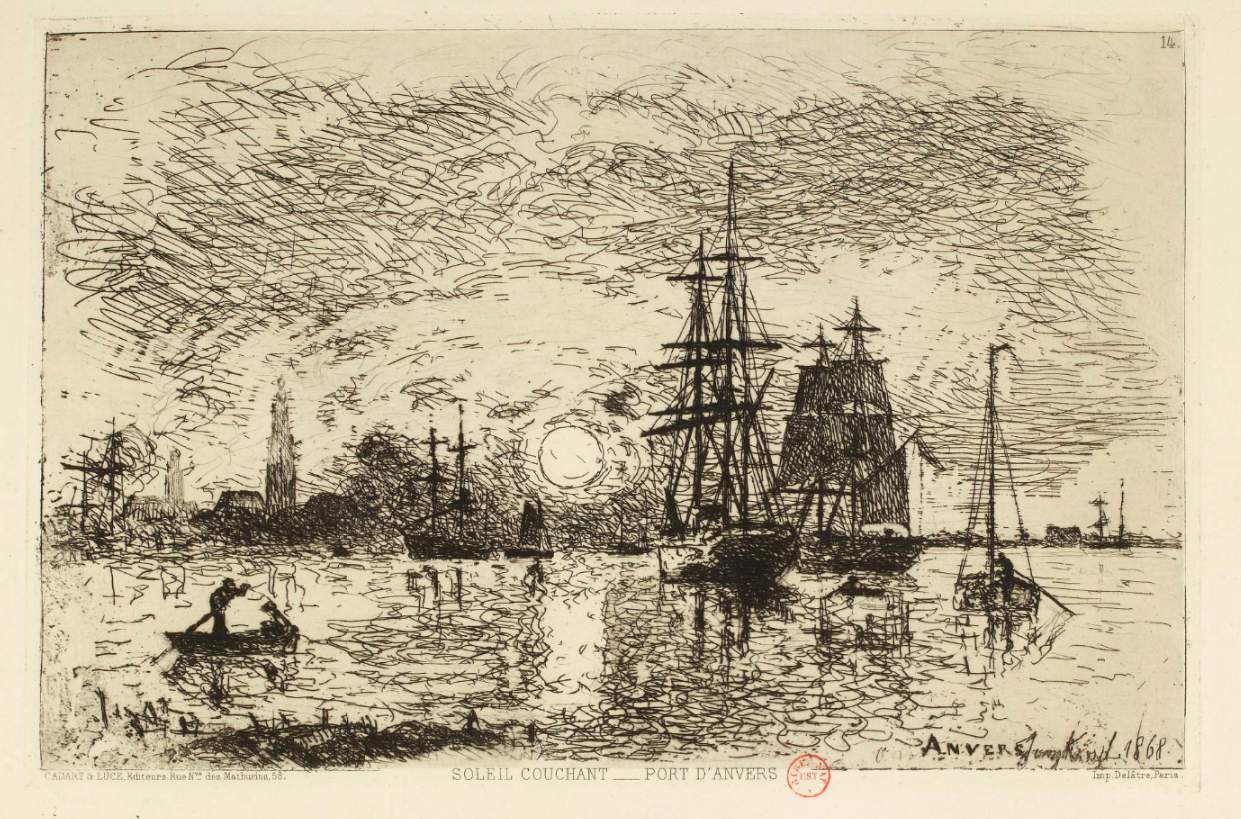
Soleil couchant - Port d'Anvers (1868), eau-forte.
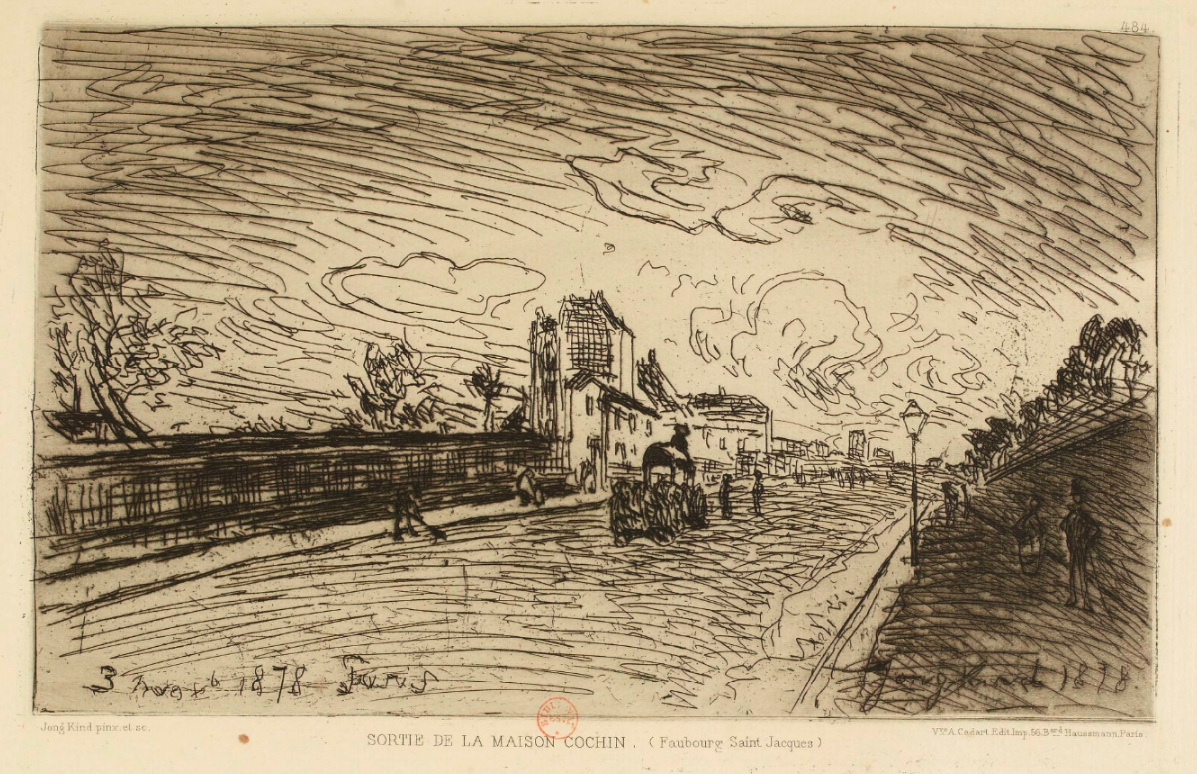
Sortie de la maison Cochin (faubourg Saint-Jacques) (3 novembre 1878), eau-forte.